# 대구들안길초등학교
대구들안길초등학교는 대한민국 대구광역시 수성구에 있는 공립 초등학교이다.

## 학교 연혁
- 2008-06-15 대구들안길초등학교 착공
- 2010-08-08 대구들안길초등학교 준공
- 2010-09-01 제 1대 변상련 교장선생님 취임
- 2010.09.01 대구들안길초등학교 개교(13학급)[두산초등학교에서 분리개교]
- 2011-03-01 20학급으로 증설(특수학급 1학급 포함) 병설 유치원 설립(2학급)
- 2012-02-16 제 1회 졸업식 (졸업생 54명)
- 2012-03-01 24학급으로 증설(특수학급 1학급 포함)
- 2013-02-14 제 2회 졸업식 (졸업생 80명)
- 2013-03-01 25학급으로 증설(특수학급 1학급 포함)
- 2014-03-01 제 2대 조문경 교장선생님 취임
- 2015-02-13 제 4회 졸업식 (졸업생 80명)
- 2016-02-04 제 5회 졸업식 (졸업생 76명)
- 2017-02-15 제 6회 졸업식 (졸업생 89명)
- 2017-03-02 24학급으로 증설(특수학급 1학급 포함)
- 2017-03-02 협력학습실천선도학교(2014년~현재)
- 2017-03-02 소프트웨어선도학교지정(2016년~현재)
- 2017-09-01 제 3대 정명곤 교장선생님 취임
- 2018-02-09 제 7회 졸업식 (졸업생 83명)
- 2020-02-14 제 9회 졸업식 (졸업생 85명)

## 참고 자료
- 대구들안길초등학교 - 한국교육학술정보원 학교알리미